# Breitenthal
Breitenthal település Németországban, azon belül Bajorországban. Lakosainak száma 1255 fő (2023. december 31.). Breitenthal Ebershausen, Krumbach és Deisenhausen községekkel határos.

## Népesség
A település népessége az elmúlt években az alábbi módon változott:
| Lakosok száma | 472  | 770  | 578  | 954  | 1233 | 1224 | 1216 | 1215 | 1230 | 1255 |
|               | 1875 | 1950 | 1975 | 1987 | 2012 | 2014 | 2016 | 2017 | 2021 | 2023 |